# Kapacitetsregnskabet
Kapacitetsregnskabet er en regnskabstype, der egner sig som informationsgrundlag ved ledelsens beslutningsproces i økonomisk virksomhed, hvor man disponerer anvendelsen af et kapacitetsgrundlag for en periode med henblik på realisering af et indtjeningspotentiale. Kapacitetsregnskabet og dets Lønsomhedsmetode er formuleret af professor Palle Hansen – Copenhagen Business School (CBS) i perioden 1950-1985. 
Af tilfældige historiske årsager skabtes der i løbet af 1960'erne indenfor læren om virksomhedsøkonomi en sondring mellem fagområderne driftsøkonomi og internt regnskabsvæsen.
Indenfor driftsøkonomien beskæftigede man sig hovedsagelig med lovmæssigheden i virksomhedens omkostningsforløb og forkalkulationer til brug for budgettering.
Indenfor det interne regnskabsvæsen beskæftigede man sig i lang tid næsten udelukkende med indtægts- og omkostningsregistrering af indtrufne hændelser herunder med efterkalkulationer.
Denne arbejdsdeling førte desværre til en urealistisk forestilling om, at der fandtes 2 indholdsmæssigt afvigende sæt af omkostningsbegreber.
Det ene kaldtes det driftsøkonomiske omkostningsbegreb, baseret på offerdefinitionen. Det andet det regnskabsmæssige omkostningsbegreb baseret på den såkaldte forbrugsdefinition.
Efterhånden som kravene om planlægning trængte sig på i erhvervslivet optog det interne regnskabsvæsen både forkalkulationer og budgetlægningen indenfor sine rammer. En af Palle Hansens konklusioner var 
Citat:"Man kan jo med en vis Ret hævde, at faste Omkostninger er Kapacitetsomkostninger, d. v. s. Omkostninger, der er nødvendige for at sætte en Virksomhed i Stand til at producere, medens de ikke er Omkostninger ved selve Produktionen. Man kan producere mere eller mindre, d. v. s. have en større eller mindre Udnyttelse af sin Kapacitet, uden at Kapacitetsomkostningerne derved forandres. Endvidere maa det erkendes, at selv om man kan arbejde med forskellige fint udtænkte Kalkulationsmetoder, saa har man dog ikke ved nogen af disse Metoder nogen Sikkerhed for, at man paa retfærdig Maade faar fordelt de faste Omkostninger paa den enkelte fremstillede Genstand eller det enkelte Kvantums Produktionspris. 81. a. ud fra disse Betragtninger er Schmalenbach kommet til den Erkendelse, at udskiller man disse Kapacitetsomkostninger fra det Talmateriale, man vil benytte ved Efterkalkulationen, vil man faa en Kalkulation, der udtrykker, hvad den paagældende producerede Genstand har foraarsaget af Omkostninger, et Beløb som derfor kan benyttes som Rettesnor for et Tilbuds Undergrænse. Hvad man indvinder ud over Grænseomkostningerne er altsaa ikke Fortjeneste, men i Almindelighed Dækning af Kapacitetsomkostningerne og Fortjeneste  
Det stod nu klart, at der ikke eksisterede 2 begrebsapparater for omkostninger men kun et og at økonomiinformationer logisk kunne samles efter deres i 4 hovedgrupper – analyse, vurdering, planlægning og kontrol.  
På hver af disse 4 områder anvendes disponeringssynsvinklen ved klassifikation af omkostninger, og det er den samme grundlæggende økonomimodel der ligger til grund – nemlig Kapacitetsregnskabsmodellen – i daglig tale kaldet Kapacitetsregnskabet.
Kapacitetsregnskabets særlige kendetegn er et sæt af enkle regler for budgetsammenstilling [Lønsomhedsmetoden med dens retrograde kalkulationer] i budgetfasens vurderingstrin, hvor kapacitetsgrader er et vigtigt beslutningskriterium ved valg imellem alternativer, der trækker på de samme ressourcer og derfor gensidigt udelukker hinanden i en knaphedssituation.
Det, der adskiller Kapacitetsregnskabet fra alle andre slags regnskaber, er en erkendelse af at: 
1)en stor del af kapacitets omkostningerne hidrører fra aktiviteter og indtægtssektorer, der først bliver aktive i senere perioder og ikke hidrører fra driften i budgetperioden og dennes lønsomheds-optimering i forhold til drifts-kapaciteten.
2)en stor del af kapacitets omkostningerne hidrører fra fælles omkostninger for hvilke der ikke kan konstateres sammenhæng med periodens afsætning og dermed dækningsbidrags-givende aktiviteter ved direkte måling – de sam-bestemte indirekte kapacitets-omkostninger.
3)en del af kapacitets-omkostningerne er afholdt med henblik på skabelse af ydelser for hvilke det er muligt ved direkte måling, at konstatere sammenhæng imellem kapacitets træk og der deraf afledede indtjente dækningsbidrag – de sam-bestemte direkte kapacitets-omkostninger.
4)en del af kapacitets omkostningerne opofres med henblik på dækningsbidrags givende aktiviteter indenfor et enkelt primært eller sekundær indtægtssektor – Særbestemte (assigned) kapacitets-omkostninger – som vil kunne falde bort ved nedlæggelse af pågældende sektor – alternativt komme-til modsat betragtet.
5)kun en vis begrænset del af omkostningerne disponeres med henblik på at blive opofret i selve salgs transaktionen – styk-omkostningerne.
6)og endelig at virksomhedens knapheds faktorer – kapaciteterne – indgår i prioritering af deres anvendelse – f.eks. fabriks kalender og beholdnings profiler for knapheds varer.
Under disse enkle betragtninger er det en logisk slutning, at enhver form for fordeling af omkostninger vil skævvride og derved ødelægge vurderinger, sammenligninger, differens-kalkulationer og dermed valg imellem mulige kapacitets betingede eller naturgivne alternativer (opportunity costs) og således gøre selve resultatbudgetteringen af salgsmix  til en skinproces – fordi selve  regnegrundlaget ikke er afstemt i forhold til disponeringsenheder og -periode. 
Resultatansvaret bliver diffust og kan derfor ikke placeres på rette skuldre disponeringsmæssigt set. Budgetkontrol bliver også meningsløs med hensyn til at kunne lære af budget afvigelser. Ja det bliver nærmest en overraskelses- og bortforklaringsproces, for ikke at tale om at aktuelle tabskilder ikke afsløres.  
Selvom it-teknologien har gjort store fremskridt volder det imidlertid stadig teknikerne en del problemer at forstå at modellen hviler på hvad man kan kalde et asymmetrisk datagrundlag, som man programmeringsmæssigt stadig ikke mestrer på et niveau, hvor man er i stand til at fremstille programmer der på tilfredsstillende måde kan leve op til de asymmetriske datakrav.
Af denne grund hænger man stadig fast i de gamle metoder hvor man har ændret begrebernes navne fra fordelingsnøgler til costdrivere etc. som f.eks. ABC Management, ABC Costing og Time Driven ABC etc. Det ændrer dog ikke det faktum, at beregningerne stadig baseres på fordeling af faste omkostninger.
Kapacitetsregnskabet er det 20'de århundredes mest kvalificerede bidrag til økonomiinformation for økonomistyring af resultatcenter opdelte virksomheder idet det lægger økonomiansvaret på de rette skuldre – nemlig de personer i virksomhederne, der skal skabe de planlagte resultater.